# Magyar–lengyel perszonálunió

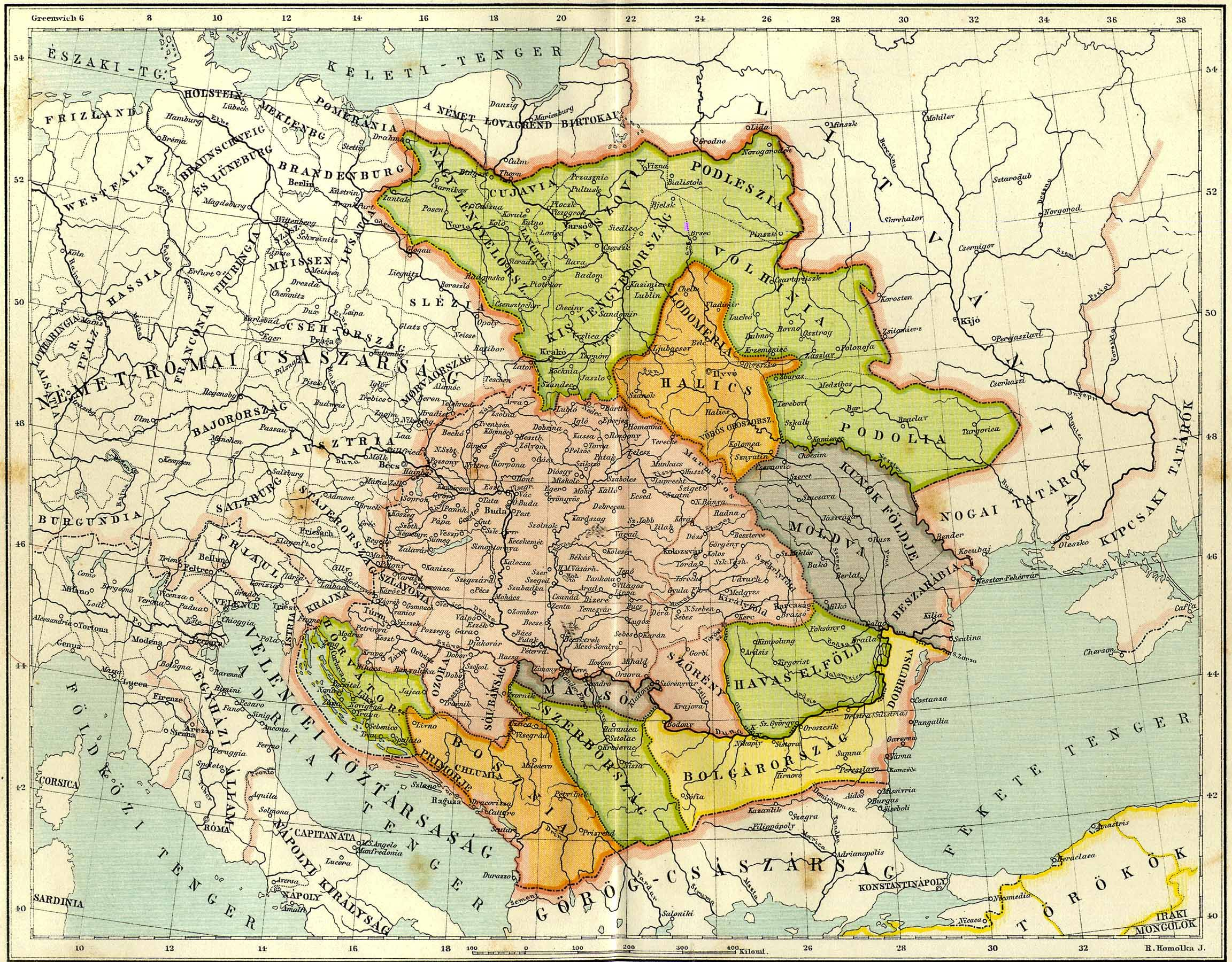
Magyarország és Lengyelország, valamint az alájuk tartozó hűbéres területek

A magyar–lengyel perszonálunió (lengyelül: Unia polsko-węgierska) a Magyar Királyság és a Lengyel Királyság uniója volt 1370 és 1382 között, melynek élén a magyar király állt. A történelmi ország I. Nagy Lajos király, majd Ulászló uralkodása alatt állt fenn. Az Anju-házi király több hadjáratot vezetett a Nápolyi Királyság ellen, valamint hűbéresévé tette a balkáni államok többségét. Birodalma az egyik, ha nem a legnagyobb országnak számított Európában.
Károly Róbert utóda, Nagy Lajos uralkodása a középkori Magyar Királyság egyik fénykora: az ország belső békéje és dinasztikus kapcsolatai lehetővé tették a társadalom, a gazdaság és a kultúra fejlődését. Többek között 1367-ben a király megalapította Magyarország első egyetemét Pécsen. Aktív külpolitikája és hadjáratai révén pedig Magyarország európai nagyhatalommá vált.

## Területének összetétele

### Nagy Lajos alatt
| Név                  | Év        | Típus                                                                              | Vezető (titulus)                                   |
| -------------------- | --------- | ---------------------------------------------------------------------------------- | -------------------------------------------------- |
| Magyar Királyság     | 1370–1382 | Államalkotó királyság                                                              | I. Nagy Lajos (király)                             |
| Lengyel Királyság    | 1370–1382 | Államalkotó királyság                                                              | I. Nagy Lajos (király)                             |
| Horvát Királyság     | 1370–1382 | Államalkotó királyság (a Magyar Királyság részeként)                               | I. Nagy Lajos (király) Kis Károly (bán)            |
| Nápolyi Királyság    | ism.      | Meghódított királyság                                                              | Ismeretlen (helytartó)                             |
| Dalmácia             | 1370–1382 | Egy része meghódított/katonai megszállás alatt (folyamatos harcok a velenceiekkel) | Kis Károly (bán)                                   |
| Raguzai Köztársaság  | 1370–1382 | Szuverén állam a Magyar Királyságban                                               | Kistanács (élén a fejedelem)                       |
| Havasalföld          | 1370–1382 | Hűbéri viszonyban álló fejedelemség                                                | I. Basarab (fejedelem)                             |
| Moldvai fejedelemség | 1370–1382 | Hűbéri viszonyban álló fejedelemség                                                | Lațcu (1370-1375) I. Péter (1375-1382) (fejedelem) |
| Bosnyák Királyság    | 1370–1382 | Az ország északi része megszállás alatt                                            | I. Tvrtko (király)                                 |
| Szerbia              | 1370–1382 | Az ország északi része megszállás alatt, a többi hűbéri viszonyban áll             | I. Lázár (cár)                                     |
| Bolgár Királyság     | 1370–1382 | Az ország északi része megszállás alatt, majd hűbéri viszonyban álló királyság     | Iván Szracimir (cár)                               |
| Macsói bánság        | 1370–1382 | Hűbéri viszonyban álló bánság                                                      | Garai Miklós (bán)                                 |

### Ulászló alatt
| Név               | Év        | Típus                                                | Vezető (titulus)                        |
| ----------------- | --------- | ---------------------------------------------------- | --------------------------------------- |
| Magyar Királyság  | 1440-1444 | Államalkotó királyság                                | I. Ulászló (király)                     |
| Lengyel Királyság | 1440-1444 | Államalkotó királyság                                | I. Ulászló (király)                     |
| Horvát Királyság  | 1440-1444 | Államalkotó királyság (a Magyar Királyság részeként) | I. Ulászló (király) Tallóci Péter (bán) |
| Szlavón bánság    | 1440-1444 | A Magyar Királyság része                             | I. Ulászló (király) Tallóci Matkó (bán) |

## Előzmények
Nagy Lajos apja, Károly Róbert magyar király 1339 júliusában Visegrádon Kázmér lengyel királlyal magyar–lengyel örökösödési szerződést kötött, amely kimondta, hogy Kázmér gyermektelen halála esetén Károly egyik fia lesz a lengyel király, Károly pedig továbbra is támogatja Kázmért a Német Lovagrend ellen. Az egyezmény következményeként 1370-ben létrejött a magyar–lengyel perszonálunió, Károly fiáé, a későbbi Nagy Lajosé lett a lengyel trón is.

## Felbomlása
I. Lajos halálával a perszonálunió felbomlott a magyar–lengyel örökösödési szerződés értelmében. Magyarország új uralkodója Mária királynő, míg Lengyelország királynője Hedvig lett.